# Joué-lès-Tours
Joué-lès-Tours é uma comuna francesa na região administrativa do Centro, no departamento Indre-et-Loire. Estende-se por uma área de 32,42 km². Em 2010 a comuna tinha 38 661 habitantes (densidade: 1 192,5 hab./km²).135 hab/km².

## Toponímia
Joué-lès-Tours é confirmada sob a forma Gaudiacus no Século VI. Corresponde a um arquétipo topônimo muito frequente na Gália cristã e que deu em, conforme as regiões, Joué (Oeste); Jouy (centro-norte); Jouey (Este); Gouy (normanno-picard); Gaugeac (sul); Jaujac (sul).
É composto pelo nome de pessoa cristã Gaudius «o feliz» e do sufixo -acum de propriedade.

## Geografia
A comuna constitui a zona sul de Tours.

## História
Em 1964, Tours absorveu parte do território da comuna de Joué-lès-Tours (atuais quarteirões de Deux-Lions e da Bergeonnerie).
Joué-lès-Tours é a segunda comuna do departamento em termos de população e a sétima da região centro.

## Lugares e monumentos
- Quatro igrejas: Saint-Pierre-et-Saint-Paul, Saint-Joseph, Proclamation-de-Marie, Notre-Dame-de-la-Paix;
- O lago dos Bretonnières com o seu percurso desportivo e centro de vela.

## Pessoas ligadas à comuna
- Jean-Nicolas Bouilly (1763-1742), dramaturgo
- Morgan Bourc'his(1978)
- Stéphane e Wilfried Dalmat, futebolistas
- Jean-Pierre Danguillaume (1946), ciclista
- Samuel Ganes (1977)
- Gaston Moreau (1878-1958), deputado sob a Terceira República Francesa
- Nâdiya (1973), cantora